# Кексель, Вальтер
Вальтер Кексель (нем. Walter Kexel; 8 октября 1961, Франкфурт-на-Майне — 15 марта 1985, там же) — немецкий экстремист, неонацист. Состоял в военно-спортивной группе Гофмана, вместе с соратником Одфридом Геппом входил в банду Геппа-Кекселя.

## Биография
Кексель состоял в Национал-социалистическом движении Германии/Партии лейбористов и военно-спортивной группе Карла-Хайнца Гофмана. Прославился тем, что в составе банды устраивал нападения на американских солдат, выдавая их за самоубийства. С Геппом является автором манифеста «Прощание с гитлеризмом». Выступал за контакт с Фракцией Красной Армии и за временный союз с левыми в борьбе против американцев. С Петером Науманном и Одфридом Геппом Кексель пытался устроить взрыв в тюрьме Шпандау, чтобы освободить Рудольфа Гесса, однако из-за разногласий в банде план не был претворён в жизнь.
В 1983 году Кексель был арестован полицией после серии ограблений и разбойных нападений во Франкфурте. Был приговорён к 14 годам тюремного заключения, на следующую ночь после вынесения приговора повесился в тюремной камере.